# Christian 5. af Oldenburg
Christian 5. af Oldenborg (ca. 1342 - efter 6. april 1399) var regerende greve af Oldenborg fra 1368 til 1398. Han blev født før 1347 af Greve Conrad 1. af Oldenborg og Ingeborg af Braunschweig. Efter hans far døde i 1347, regerede han Oldenborg sammen med sin storebror Conrad 2., og efter Conrads død i 1386, med Conrads søn Moritz 2.
Han blev gift med Agnes af Hohnstein, og de danske kongehuse Oldenborg og Slesvig-Holsten-Sønderborg-Glücksborg, nedstammer fra ham. Gennem hans efterkommere er han forfader til mange europæiske kongehuse.
Han fik følgende børn:
- Christian af Oldenborg (ca. 1378-1423)
- Didrik den Lykkelige (1390-1440)